# Conferència de Varsòvia (2019)
La Conferència de Varsòvia de febrer de 2019, comunament coneguda com la conferència liderada pels Estats Units sobre l'Orient Mitjà a Varsòvia, es va celebrar els dies 13 i 14 de febrer de 2019 a Varsòvia, capital de Polònia. Els amfitrions de la conferència van ser Polònia i els Estats Units.
Segons l'anunci oficial conjunt de la reunió, els temes de l'esdeveniment van ser: "el terrorisme i l'extremisme, el desenvolupament i la proliferació de míssils, el comerç i la seguretat marítims i les amenaces que plantegen els grups subsidiaris en tota la regió". A principis de febrer, el Secretari d'Estat dels Estats Units, Mike Pompeo, havia dit que el propòsit de la conferència era centrar-se en "la influència de l'Iran i el terrorisme a la regió". No obstant això, després de les objeccions europees a aquest propòsit, els Estats Units es van veure obligats a fer marxa enrere en la seva planificació per a crear una coalició mundial contra l'Iran.
La Conferència de Varsòvia es va convertir en la base semioficial del pacte àrab-israelià contra l'Iran, a la llum del conflicte entre l'Iran i Israel i el conflicte entre l'Iran i Aràbia Saudita. La coalició va sorgir en 2017, en escalfar-se els vincles entre Israel i els Estats del Golf, i va rebre àmplia atenció dels mitjans de comunicació a la llum de la Conferència de Varsòvia de febrer de 2019.